# Armand de Fluvià i Vendrell
Pour les articles homonymes, voir Fluvia (homonymie) et Vendrell (homonymie).
Armand de Fluvià i Vendrell, né à Barcelone le 24 août 1901 et mort le 31 décembre 1967 dans cette même ville, est musicien pianiste et compositeur catalan.

## Biographie
Il est né dans la rue Gran de Gràcia, dans le quartier barcelonais de Gràcia, fils de Pius de Fluvià i Borràs, originaire de Granollers, et de Dolors Vendrell i Soler, originaire de Sentmenat.
Il travaille partout en Catalogne avec le Trio Fluvià. Il est l'auteur de chansons sur des textes de poètes catalans.

## Postérité
Son fils Armand de Fluvià est un généalogiste et héraldiste catalan, militant des droits LGBT.
Une partie de son fonds personnel est conservée aux Archives photographiques de Barcelone. Le fonds réunit des photographies d'excursions et de voyages sur tout le territoire catalan. Ses archives sont conservées par la Bibliothèque de Catalogne, incluant une collection de partitions de Manuel de Fluvià.